# Incisure scapulaire
L'incisure scapulaire (ou échancrure coracoïdienne) est une encoche du bord supérieur de l'omoplate.

## Description
L'incisure scapulaire est située à la base du processus coracoïde.
Cette encoche est convertie en foramen par le ligament transverse supérieur de la scapula, qui est parfois ossifié, et sert au passage pour le nerf supra-scapulaire.
Les vaisseaux supra-scapulaires passent dans la plupart des cas au-dessus du ligament transverse supérieur,.

### Variation
La forme de l'incisure scapulaire est variable. Il existe deux principaux systèmes de classification :
- une classification basée sur l'observation de la forme de l'incisure scapulaire (introduit par Hrdicka 1942 et modifié par Rengachary et al. 1979 ;
- une classification basée sur le rapport profondeur / largeur supérieure de l'incisure scapulaire (introduit par Natsis et al. Skandalakis et modifié par Polguj et al. 2011).

La première classification donne six types d'incisure :
- Type I : l'incisure est absente ;
- Type II : l'incisure est une forme de V émoussé occupant le tiers médian du bord supérieur ;
- Type III : l'incisure est en forme de U avec des bords presque parallèles ;
- Type IV : l'incisure est en forme de V et très petite, une rainure peu profonde est fréquemment formée pour le nerf supra-scapulaire adjacent à l'encoche ;
- Type V : l'incisure est minime et en forme de U avec un ligament transverse supérieur partiellement ossifié ;
- Type VI : l'incisure est un foramen car le ligament transverse supérieur est complètement ossifié.

La deuxième classification donne cinq types d'incisure :
- Type I : la profondeur est supérieure à la largeur ;
- Type II : la profondeur est égal à la largeur ;
- Type III : la profondeur est inférieure à la largeur ;
- Type IV : l'incisure est un foramen ;
- Type V : l'incisure est peu marquée ou absente.

La deuxième classification donne une approche plus pratique dans le diagnostic clinique de la compression du nerf supra-scapulaire.

## Aspect clinique

### Compression du nerf supra-scapulaire
L'incisure scapulaire est un site de compression potentielle du nerf supra-scapulaire en cas de rétrécissement de l'espace (sténose).
Al-Redouan et al. 2020 a démontré que le schéma morphologique de type V (selon le système de classification profondeur / largeur supérieure) avait une incidence plus forte que les autres types dans l'apparition de cette pathologie.
Il existe types principaux de sténose supra-scapulaire :
- la sténose verticale (traitée chirurgicalement par section du ligament transverse supérieur) ;
- la sténose horizontale (traitée chirurgicalement en taillant les bords de l'incisure).

### Anesthésie du nerf supra-scapulaire
L'incisure scapulaire est un bon endroit pour un bloc nerveux local du nerf supra-scapulaire.

## Galerie

L'incisure scapulaire représentée en rouge.
L'incisure scapulaire représentée en rouge.
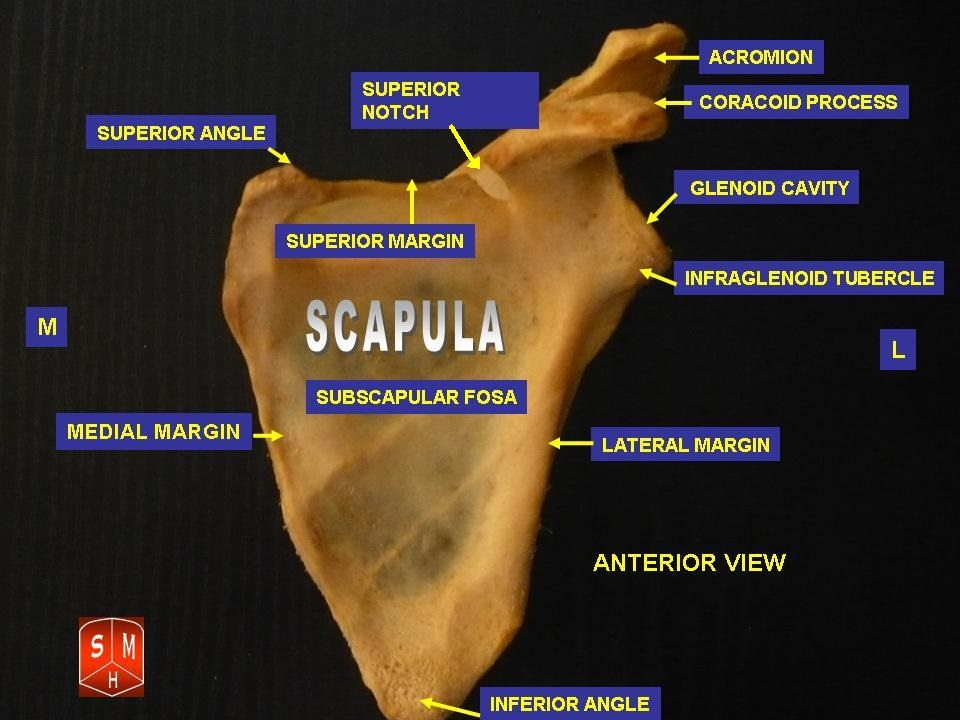
Face costale de l'omoplate gauche. L'incisure scapulaire étiquetée en haut au centre.